# Painho-de-guadalupe
O painho-de-guadalupe ou petrel-de-guadalupe (Hydrobates macrodactylus) é uma ave procelariforme provavelmente extinta, endémica da ilha de Guadalupe (ao largo da Baixa Califórnia). A espécie foi descrita pela primeira vez em 1885 e terá-se extinguido por volta de 1911.
O painho-de-guadalupe era uma ave de médio porte, de plumagem cinzenta escura, patas e bico negro. Era uma ave marinha migratória que surgia todos os anos na ilha de Guadalupe para nidificar entre Março e Maio. Os ninhos eram construídos nos penhascos da ilha, acima dos 760 metros de altitude. Os seus hábitos de vida são desconhecidos e não se sabe, por exemplo, onde vivia fora da época de reprodução.
O seu desaparecimento foi provocado por interferência humana, embora indirectamente, uma vez que esta ave nunca foi alvo de caça nem perseguição, através da introdução de gatos e ratos alóctones na ilha. Estes animais espalharam-se pela reduzida extensão de Guadalupe e, na época de reprodução dos petréis, alimentavam-se dos seus ovos e juvenis. As colónias da ilha depressa se tornaram inviáveis e, como o painho-de-guadalupe não nidificava noutro local, extinguiu-se.
Em Junho do ano de 2000 foram reencontradas espécimes da ave[carece de fontes?].